# Jan von Hassel
Jan von Hassel (* 1. Oktober 1974) ist ein deutscher Jurist und Konzertorganist.

## Leben
Neben seinem Hauptberuf als Rechtsanwalt ist er als Organist tätig. Hassel erhielt seinen ersten Orgelunterricht bei Hans Peter Reiners in Bonn und später bei den Regensburger Domspatzen. Später besuchte er Meisterkurse, u. a. bei Frédéric Blanc, Wolfgang Seifen, Peter Planyavsky, Jos van der Kooy, Anders Bondemann, Olivier Latry, Naji Hakim und Thierry Escaich.
2011 veröffentlichte er eine CD mit Interpretationen und Improvisationen auf der Cavaillé-Coll-Orgel der Madeleine in Paris. Er konzertierte u. a. bei den Internationalen Orgelkonzerten Bonn-Beuel, am Magdeburger Dom sowie an der Kathedrale Notre-Dame de Paris. Am 9. Dezember 2018 wurde die Aufnahme Couleurs d’Orgue in der halbstündigen Sendung Orgelmagazin bei MDR Kultur vorgestellt.
Hassel wurde als Sohn des ehemaligen Bundestagspräsidenten, Bundesministers und Ministerpräsidenten Kai-Uwe von Hassel (1913–1997) und seiner zweiten Ehefrau Monika geboren. Er ist Vorsitzender der Kai-Uwe-von Hassel-Stiftung, die Schülerinnen und Schüler des Gymnasiums der Domspatzen fördert.

## Tondokumente
- Couleurs d’orgue. Orgel der Madeleine (Paris). Spektral, Regensburg 2011.[10]